# Jochen Reimer
Jochen Reimer (* 6. září 1985, Mindelheim, Německo) je německý hokejový brankář hrající v týmu EHC München v německé nejvyšší Deutsche Eishockey Lize.

## Kariéra
Reimer začínal svojí juniorskou kariéru v týmu ESV Kaufbeuren, kde hrál mezi roky 2001 a 2003. V sezóně 2003-04 nastupoval v Oberlize za EA Kempten. Poté se vrátil zpět do týmu ESV Kaufbeuren, kde nastupoval v 2. Bundeslize až do sezóny 2006-07, kterou odchytal v týmu DEG Metro Stars se kterým hrál v německé nejvyšší lize DEL a občas byl zapůjčen týmu Moskitos Essen, který hrál 2. Bundesligu. V sezóně 2007-08 dostal Reimer mnohem více prostoru, protože jednička týmu Jamie Storr, se musel podrobit dvěma operacím kolene. Reimer se nakonec ukázal být vyrovnanějším brankářem než Storr. V sezóně 2008-09 začali Matro Stars spolupracovat s druholigovým týmem EHC München, kdy Reimer společně s Jochenem Vollmerem a Peterem Holmgrenem tvořili brankářské trio týmu Metro Stars. Reimer si svými výkony vynutil pozornost a před sezónou 2009-10 podepsal smlouvu s týmem Wolfsburg Grizzly Adams, kde chytal společně s Daniarem Dshunussowem. Ve své první sezóně ve Wolfsburgu přesvědčil o svých kvalitách a tým skončil na třetím místě základní části a v play-off vypadl v semifinále. Po základní části sezóny 2010-11 měl nejlepší statistiky mezi ligovými brankáři DEL.

## Úspěchy

### Individuální úspěchy
- Nejlepší brankář DEL - 2010-11